# Пенины
Пенины (пол. Pieniny; словац. Pieniny — Пьенини) — хребет в северо-восточной Словакии и юго-восточной Польше, восточная часть Западных Бескид. Наивысшая точка — гора Вельке-Скальки, 1050 м.
Массив разделён на 3 части — Spišské Pieniny, Centrálne Pieniny (Центральные Пенины), в Польше, и Malé Pieniny (Малые Пенины) в Польше и Словакии. Горы состоят преимущественно из слоёв известняковых и доломитовых пород. Наиболее известный пик Три Короны имеет высоту 982 метра. Он также является наивысшей точкой одноимённого массива. Наивысшая точка Пенин — это Wysoka (на польском) или Vysoké Skalky (на словацком), достигающая 1050 метров над уровнем моря.
Горная система Пенин образована на дне моря в течение нескольких геологических эпох. Сложена и начала возвышаться в верхнем меловом периоде. В начале палеогена прошла вторая волна тектонических подвижек, вызвав дальнейшее смещение. Третья серия подвижек произошла в течение палеогена и неогена, результатом чего стало сложное тектоническое строение. В то же время эрозия очистила горы от пород внешней мантии и провела дальнейшее моделирование местности. Вершины оказались состоящими в основном из устойчивого к погодным условиям известняка, сформировавшего их в юрский период. Долина и перевалы массива состоят из более восприимчивых к климату камней мелового и палеогенового периодов. Пещер мало и небольших размеров. Речки и ручьи, напротив, часто и глубоко изрезают склоны, создавая около 15 оврагов и балок. Наиболее известными ущельями Пенин являются Dunajec River Gorge в Пенинском национальном парке (Польша) и Wąwóz Homole (польский). Холмы вдоль северной границы Пенин имеют вулканическое происхождение.

## Карты

Восточная часть Западных Бескид: Пенины (h3)